# Michel Roetzer
Michel Roetzer es un cantero y escultor originario de la localidad francesa de Thizy (Yonne). Su trabajo ha sido recogido en el inventario de artesanías raras de la UNESCO.
Es conocido y reconocido por dedicar sus esfuerzos a la regeneración del castillo de Thizy -en francés château de Thizy. Allí ha trabajado desde 1970, cuando el edificio fue abandonado. En verano, los visitantes pueden disfrutar de su obra expuesta en el patio del castillo.

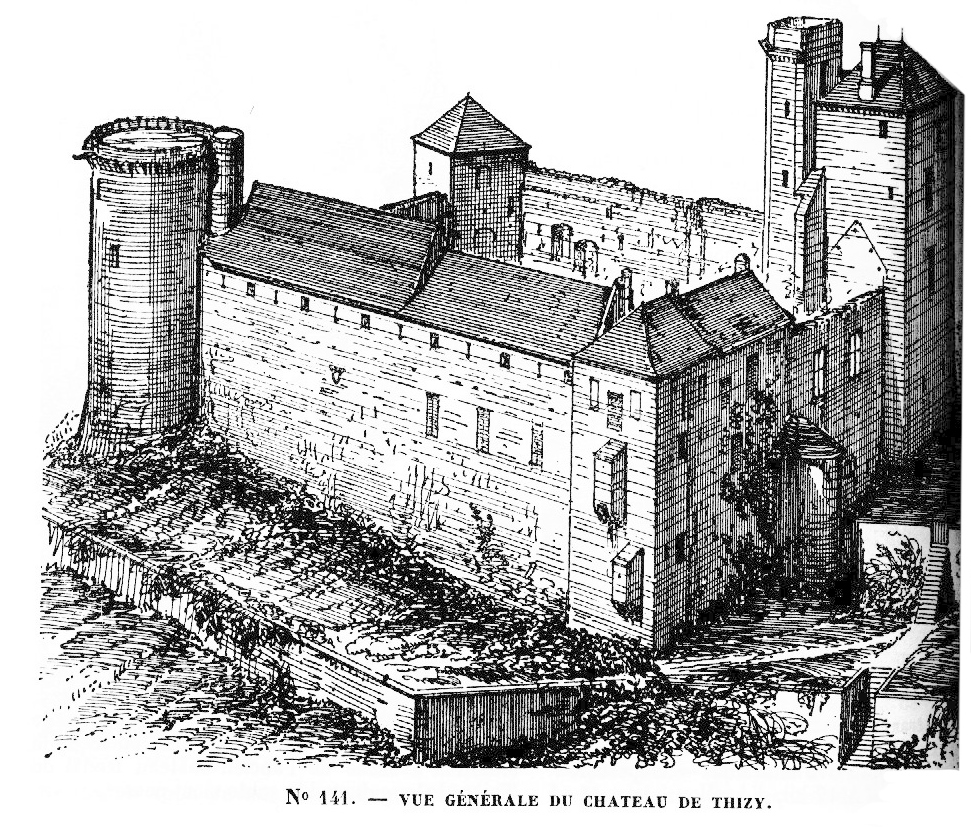
Dibujo del aspecto original del castillo.

## Obras

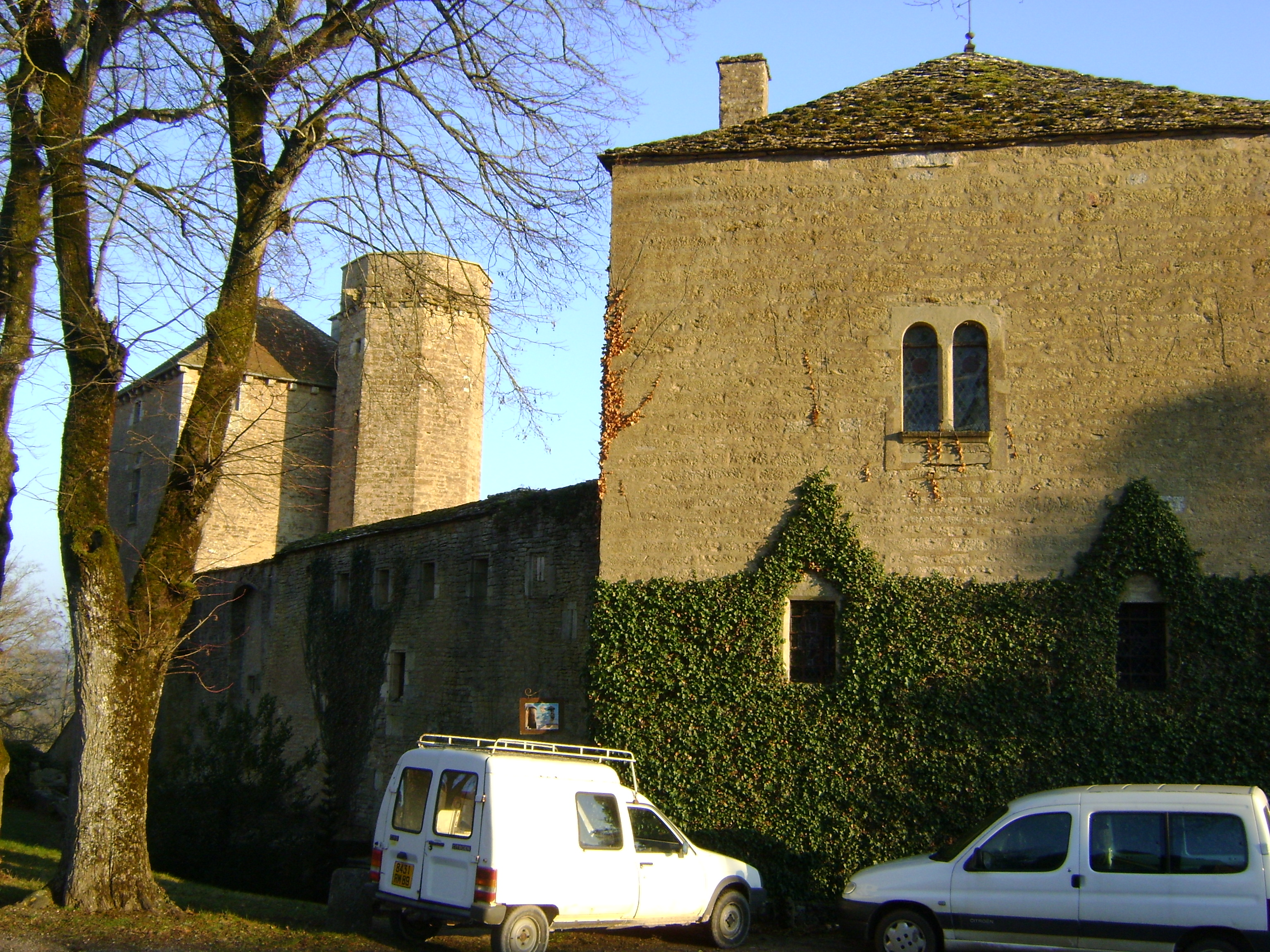
Castillo de Thizy. Edificio del siglo XIV.
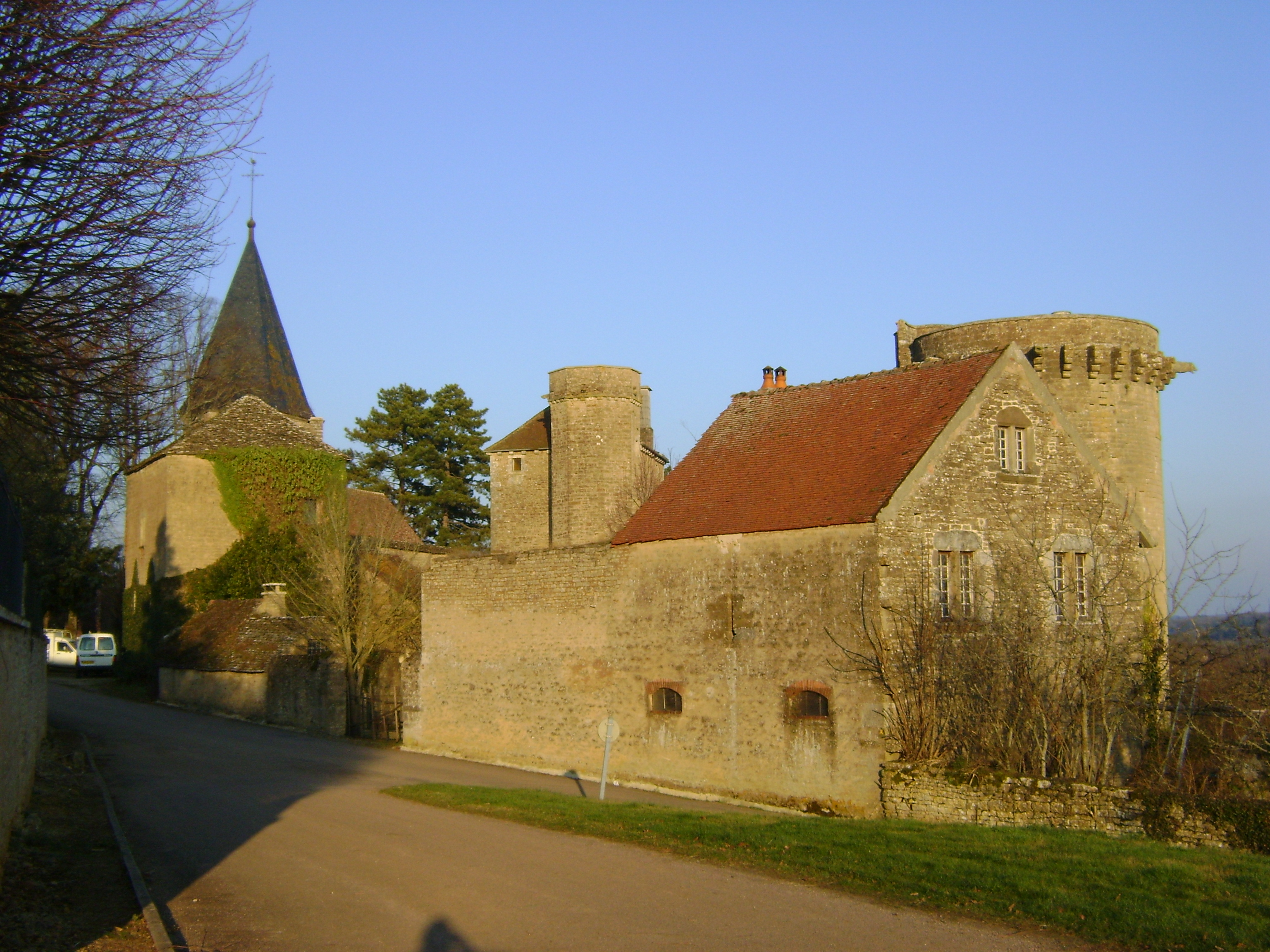
47°34′06″N 4°03′15″E / 47.56833, 4.05417
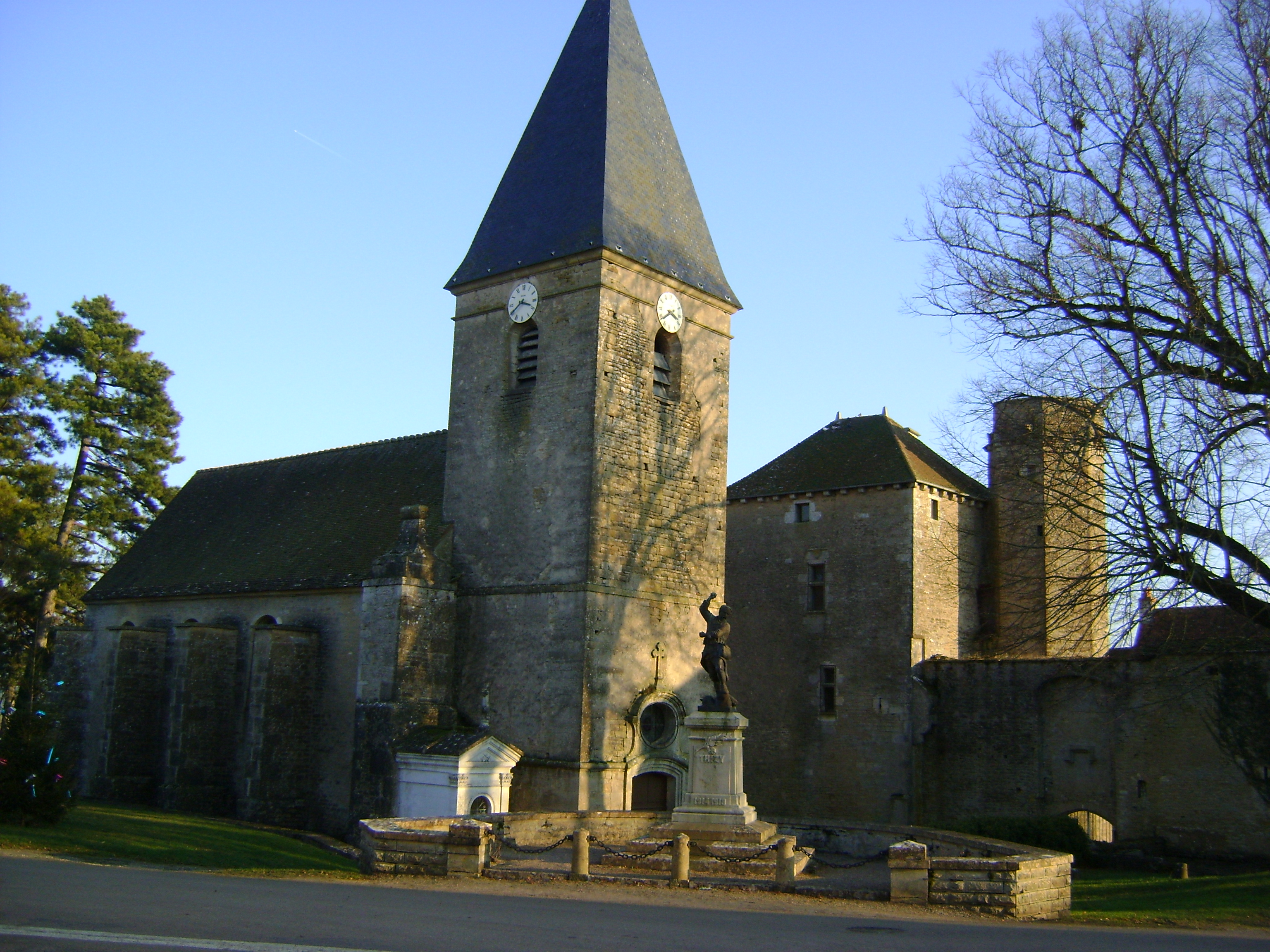
Iglesia junto al castillo. También el monumento a los muertos de la Guerra

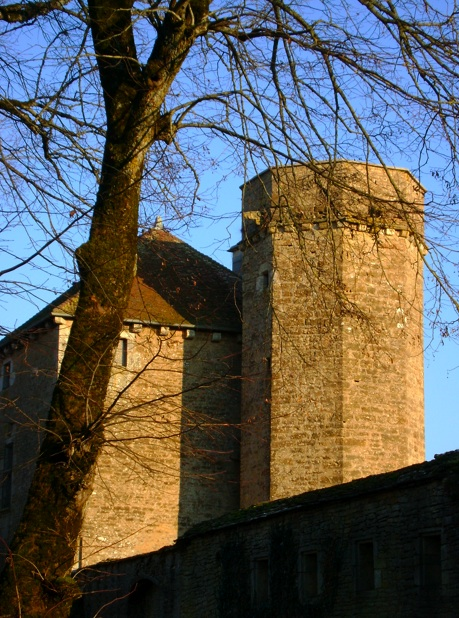
Torre del castillo